# Municipio de Winger
El municipio de Winger (en inglés: Winger Township) es un municipio ubicado en el condado de Polk en el estado estadounidense de Minnesota. En el año 2010 tenía una población de 206 habitantes y una densidad poblacional de 2,25 personas por km².

## Geografía
El municipio de Winger se encuentra ubicado en las coordenadas 47°32′33″N 96°0′13″O / 47.54250, -96.00361. Según la Oficina del Censo de los Estados Unidos, el municipio tiene una superficie total de 91.66 km², de la cual 90,74 km² corresponden a tierra firme y (1 %) 0.92 km² es agua.

## Demografía
Según el censo de 2010, había 206 personas residiendo en el municipio de Winger. La densidad de población era de 2,25 hab./km². De los 206 habitantes, el municipio de Winger estaba compuesto por el 89,32 % blancos, el 1,94 % eran afroamericanos, el 2,43 % eran amerindios, el 2,91 % eran de otras razas y el 3,4 % eran de una mezcla de razas. Del total de la población el 3,4 % eran hispanos o latinos de cualquier raza.